# D95
D95 XHCHH, es una estación de radio con licencia en la ciudad de Chihuahua, Chihuahua, México propiedad de Grupo Multimedios. Transmite en 94.9 MHz de Frecuencia Modulada con 25 kW de potencia.

## Historia
El 5 de junio de 1992 se declaró susceptible la utilización de la frecuencia de 94.9 MHz en la ciudad de Chihuahua, con el indicativo de llamada XHCHH-FM a 50 kW de potencia. El 19 de abril de 1994 se notificó que "Comunicaciones Alco, S.A. de C.V.", empresa filial de Multimedios Radio, había sido la ganadora de la concesión que también fue pretendida por Guillermo López Borja, dueño de El Lobo 106.1, otra estación de la ciudad e inició transmisiones el 22 de noviembre de ese mismo año. Finalmente se concesionó formalmente el 31 de mayo de 1996.
De 1996 a 2001 pasó por sus filas el actor y comediante Omar Chaparro junto a su amigo Federico Perico Padilla en el programa "Los Visitantes" en donde creó muchos de sus famosos personajes como La Licenciada Pamela Juanjo, Chole Ramos y La Yuyis Montenegro siendo la estación el primer lugar en el que se dio una oportunidad al actor.
El 4 de septiembre de 1998, la estación cambió sus derechos a "Radio Informativa, S.A. de C.V.", otra filial de Multimedios Radio. El 6 de abril de 2005 la estación bajó su potencia a 25 kW.
El 23 de septiembre de 2015 la estación realizó un magno concierto en el Parque El Palomar con las bandas Enjambre y El Gran Silencio con motivo de su 21 aniversario.

## Formato
El formato de la estación consiste en la transmisión de música en inglés contemporánea desde sus inicios, basado en el formato de XHJD-FM D99 de Monterrey, Nuevo León. Actualmente, también transmite los partidos de los Caudillos de Chihuahua de la Liga Fútbol Americano de México y de los Dorados de Chihuahua de la Liga Nacional de Baloncesto Profesional de México.